# La Chapelle-Basse-Mer
Pour les articles homonymes, voir La Chapelle.
La Chapelle-Basse-Mer est une ancienne commune de l'Ouest de la France, située dans le département de la Loire-Atlantique, en région Pays de la Loire, devenue le 1er janvier 2016 une commune déléguée de la commune nouvelle de Divatte-sur-Loire. Elle est située sur un plateau surplombant la vallée alluvionnaire.

## Géographie

### Localisation
La Chapelle-Basse-Mer est située au nord-est du Vignoble nantais, sur la rive sud de la Loire, à environ :
- 18 km à l'est de Nantes (Loire-Atlantique) ;
- 50 km au nord-ouest de Cholet (Maine et Loire) ;
- 80 km au sud-ouest d'Angers (Maine et Loire).

Elle s'étend jusqu'à la rivière Divatte, limite départementale de la Loire-Atlantique et du Maine-et-Loire, et ancienne limite de la Bretagne et de l'Anjou.
| Mauves-sur-Loire Loire    | Le Cellier Loire      | La Varenne |
| Thouaré-sur-Loire Loire   | La Chapelle-Basse-Mer | Barbechat  |
| Saint-Julien-de-Concelles | Le Loroux-Bottereau   |            |

## Urbanisme

### Typologie
Selon le classement établi par l'Insee en 1999, La Chapelle-Basse-Mer était une commune rurale monopolarisée qui faisait partie de l'aire urbaine de Nantes et de l'espace urbain de Nantes-Saint-Nazaire.

### Voies de communication et transports
La commune se situe, en voiture, à environ :
- 10 min de la Porte du vignoble (périphérique nantais) ;
- 15 min de la voie rapide N249 (Nantes-Cholet) ;
- 20 min de l'autoroute A11 (Nantes-Paris) ;
- 20 min de la gare SNCF de Nantes ;
- et 25 min de l'aéroport international Nantes Atlantique.

## Toponymie
Attestée sous les formes Capella Bassameri en 1115 et Capella Batsamère en 1277.
Le nom de La Chapelle-Basse-Mer ne vient pas du mot « mer », car jusqu'à la Révolution de 1789, son nom s'écrivait La Chapelle-Bassemere. Son nom vient donc de :
- La Chapelle, dérivé du latin capa, désignant un lieu où est déposée une « chape », mot qui peut lui-même désigner le manteau de Saint Martin ou d'autres reliques. En l'occurrence, la relique locale était un morceau du voile de la Vierge qui disparut en 1793 et fut remplacée en 1839 par une autre relique prélevée sur celles de la cathédrale de Chartres. Le mot « chapelle » désigne, vers le Xe siècle, les agglomérations s'étendant autour d'un édifice contenant une relique. Le mot capella apparaît localement dans une charte vers 1050 ;
- Bassemere, écrit Batsameri dans un texte latin en 1115 et Batsamere en 1140, et qui se réfère très probablement à un seigneur du lieu, d'autant plus qu'on connaît une charte datée de 1084 qui fait intervenir un nommé Batsamerus, dont Batsameri est le génitif. Il faudrait donc comprendre : « Chapelle de Batsamere ». Cette origine du toponyme est confirmée par une tradition, mise par écrit au XVIIe siècle, qui fixe l'origine du bourg aux défrichements importants des Xe et XIIe siècles.

La Chapelle-Basse-Mer possède un nom en gallo, la langue d'oïl locale, écrit La Chapèll-Bass-Maèrr selon l'écriture ELG, ou simplement La Chapel selon l'écriture MOGA. En gallo, le nom de la commune se prononce [laʃapəl].

## Histoire
On ne peut retrouver aucun renseignement sur l'histoire de La Chapelle Basse-Mer avant le XIe siècle.
Pendant les XIe, XIIe et XIIIe siècles, ce fut le régime de la féodalité ; à ce moment-là, la Chapelle faisait partie du duché de Bretagne.
À la mort du duc Jean III de Bretagne, commencèrent les tourments pour la Paroisse, une guerre de succession longue d'un quart de siècle éclate entre la Maison des Montfort et celle de Blois. Le traité de Guérande y mit fin en 1365 et les Montfort reprirent leurs possessions ; seulement, Blois ne renonce pas à ses prétentions, celles-ci refirent surface avec Marguerite de Clisson dite « Margot la Boiteuse », fille d'Olivier de Clisson et épouse de Jean Ier de Châtillon. C'est par elle que la Chapelle intervint : elle était, en effet, la châtelaine d'un village appelé « l'Épine Gaudin » ; après plusieurs batailles sanglantes, elle fut obligée de se rendre et son château fut détruit. Malheureusement, la Chapelle fut terriblement éprouvée lors de ce conflit.
Un siècle plus tard, les guerres de Religion amenèrent une misère pitoyable chez les Chapelains. Le roi Henri et son ministre, Sully, ramenèrent l'ordre et la paix. Mais les soldats protestants, toujours agressifs, restaient à la charge des habitants et constituaient une lourde charge. C'est pourquoi un seigneur de la Chapelle demanda à la Régente Anne d'Autriche que ces soldats ne soient plus à leur charge, requête accordée.
Peu à peu l'effervescence se calma et la paix régna jusqu'à la révolution. Pendant cette crise, la Chapelle et les environs se joignirent à la Vendée pour sauver leur foi menacée. Là s'arrête l'histoire connue de La Chapelle-Basse-Mer, dont la commune est créée en 1793.
Pendant la guerre de Vendée la population subit les ravages des colonnes infernales républicaines. Le 10 mars 1794, 26 personnes, dont 11 femmes, 9 enfants de moins de 11 ans, et trois nouveau-nés sont assassinés dans le village de Beauchêne. Le 17 mars 1794, les troupes commandées par le général Étienne Cordellier massacrent au moins 118 personnes.
En 1868, La Chapelle-Basse-Mer perd une partie de son territoire qui devient la commune de Barbechat.
Le 22 septembre 2015, après plusieurs mois de négociations, les communes de La Chapelle-Basse-Mer et Barbechat conviennent de reconstituer une entité unique au sein d'une commune nouvelle baptisée Divatte-sur-Loire afin de pallier la baisse programmée des dotations globales de fonctionnement versée par l'État durant les prochaine années. La création de la nouvelle commune doit être effective le 1er janvier 2016, entrainant la transformation des deux anciennes communes en « communes déléguées »

## Politique et administration

### Liste des maires délégués
| Période      | Période  | Identité         | Étiquette | Qualité                                                                  |
| ------------ | -------- | ---------------- | --------- | ------------------------------------------------------------------------ |
| janvier 2016 | En cours | Christelle Braud | DVD       | Technicienne administrative Présidente de la CC Sèvre et Loire (2020 → ) |

### Tendances politiques et résultats
Les personnalités exerçant une fonction élective dont le mandat est en cours et en lien direct avec le territoire de la commune de La Chapelle-Basse-Mer sont les suivantes :
| Élection        | Territoire            | Titre                         | Nom               | Début de mandat  | Fin de mandat |
| --------------- | --------------------- | ----------------------------- | ----------------- | ---------------- | ------------- |
| Municipales     | La Chapelle-Basse-Mer | Maire                         | Christelle Braud  | 2014             | 2015          |
| Cantonales      | Le Loroux-Bottereau   | Conseiller général            | Pierre Bertin     | 27 mars 2011     | 2015          |
| Législatives    | 10e circonscription   | Député                        | Sophie Errante    | 10 juin 2012     | juin 2017     |
| Régionales      | Pays de la Loire      | Président du conseil régional | Bruno Retailleau  | 18 décembre 2015 | 2020          |
| Présidentielles | France                | Président de la République    | François Hollande | 6 mai 2012       | mai 2017      |

## Économie

### Tourisme
La Chapelle-Basse-Mer bénéficie d'une situation privilégiée entre Loire et vignoble.
Première commune de la Loire-Atlantique pour les touristes venant de Maine-et-Loire, elle est traversée par la Route Touristique du Vignoble Nantais offrant ainsi aux visiteurs l'occasion de découvrir son fleurissement (la ville s'est vu décerner 3 fleurs), son patrimoine, sa gastronomie mais aussi, tout proches, le marais de Goulaine et son château.

### Sentiers pédestres
| Numéro du circuit | Nom du circuit               | Longueur en km / estimation de durée |
| 17                | Circuit de La Vallée         | 13,8 km - 4 h                        |
| 18                | Circuit Champs et Divatte    | 9,7 km - 3 h 30                      |
| 19                | Circuit de la Haute Chapelle | 6,6 km - 2 h                         |

## Démographie

### Évolution démographique
En 1868, la commune est partiellement démembrée pour permettre la création de Barbechat.

L'évolution du nombre d'habitants est connue à travers les recensements de la population effectués dans la commune depuis 1793. À partir du 1er janvier 2009, les populations légales des communes sont publiées annuellement dans le cadre d'un recensement qui repose désormais sur une collecte d'information annuelle, concernant successivement tous les territoires communaux au cours d'une période de cinq ans. 
Pour les communes de moins de 10 000 habitants, une enquête de recensement portant sur toute la population est réalisée tous les cinq ans, les populations légales des années intermédiaires étant quant à elles estimées par interpolation ou extrapolation. Pour la commune, le premier recensement exhaustif entrant dans le cadre du nouveau dispositif a été réalisé en 2005,.
En 2013, la commune comptait 5 256 habitants, en évolution de +5,52 % par rapport à 2008 (Loire-Atlantique : +6,34 %, France hors Mayotte : +2,49 %).
| 1793  | 1800  | 1806  | 1821  | 1831  | 1836  | 1841  | 1846  | 1851  |
| ----- | ----- | ----- | ----- | ----- | ----- | ----- | ----- | ----- |
| 4 870 | 2 882 | 4 150 | 4 875 | 4 244 | 4 434 | 4 336 | 4 417 | 4 496 |

| 1856  | 1861  | 1866  | 1872  | 1876  | 1881  | 1886  | 1891  | 1896  |
| ----- | ----- | ----- | ----- | ----- | ----- | ----- | ----- | ----- |
| 4 572 | 4 536 | 4 586 | 3 326 | 3 270 | 3 278 | 3 188 | 3 046 | 2 854 |

| 1901  | 1906  | 1911  | 1921  | 1926  | 1931  | 1936  | 1946  | 1954  |
| ----- | ----- | ----- | ----- | ----- | ----- | ----- | ----- | ----- |
| 2 707 | 2 796 | 2 584 | 2 359 | 2 364 | 2 356 | 2 337 | 2 279 | 2 431 |

| 1962  | 1968  | 1975  | 1982  | 1990  | 1999  | 2005  | 2010  | 2013  |
| ----- | ----- | ----- | ----- | ----- | ----- | ----- | ----- | ----- |
| 2 527 | 2 675 | 2 970 | 3 560 | 4 012 | 4 271 | 4 592 | 5 195 | 5 256 |

### Pyramide des âges
Les données suivantes concernent l'année 2013, La Chapelle-Basse-Mer est alors une commune à part entière. Sa population est alors relativement jeune. Le taux de personnes d'un âge supérieur à 60 ans (22,1 %) est en effet inférieur au taux national (22,6 %) et au taux départemental (22,5 %),,.
À l'instar des répartitions nationale et départementale, la population féminine de la commune est supérieure à la population masculine. Le taux (50,4 %) est du même ordre de grandeur que le taux national (51,6 %),,.
| Hommes | Classe d’âge | Femmes |
| ------ | ------------ | ------ |
| 0,2    | 90 ans ou +  | 1,6    |
| 5,4    | 75 à 89 ans  | 8,0    |
| 14,1   | 60 à 74 ans  | 14,8   |
| 22,4   | 45 à 59 ans  | 20,7   |
| 21,6   | 30 à 44 ans  | 19,8   |
| 14,1   | 15 à 29 ans  | 14,1   |
| 22,1   | 0 à 14 ans   | 21,0   |

| Hommes | Classe d’âge | Femmes |
| ------ | ------------ | ------ |
| 0,4    | 90 ans ou +  | 1,3    |
| 5,8    | 75 à 89 ans  | 9,1    |
| 13,5   | 60 à 74 ans  | 14,6   |
| 19,6   | 45 à 59 ans  | 19,2   |
| 20,8   | 30 à 44 ans  | 19,6   |
| 19,4   | 15 à 29 ans  | 17,7   |
| 20,5   | 0 à 14 ans   | 18,5   |

## Culture locale et patrimoine

### Lieux et monuments

#### Architecture civile
- Maisons anciennes.
- Moulin à vent de Bois-Méchine de 1750.
- Château de la Vrillière du XVIIe siècle : le logis principal, le pigeonnier et les bâtiments entourant la cour sont inscrits aux Monuments historiques.
- Château La Mazure des XVIIe et XIXe siècles.
- Vestiges du château de l'Épine-Gaudin.

#### Architecture religieuse
- Église Notre-Dame de l'Assomption reconstruite entre 1874 et 1892, néo-gothique : statue monumentale de la Vierge et grand calvaire.
- Chapelle Saint-Simon du XVIe siècle, restaurée en 1775 et qui fut bénite en 1640 par Richelieu.
- Chapelle Saint-Pierre-ès-Liens d'origine XIIe siècle, restaurée : charpente en coque de bateau renversé.
- Croix de Beauchêne, Croix Bertin, Croix du Chardonneau, souvenirs des massacres de la Révolution.
- Calvaire au Chêne.
- Croix de mission en fer forgé de 1907, au Bois-Breton.

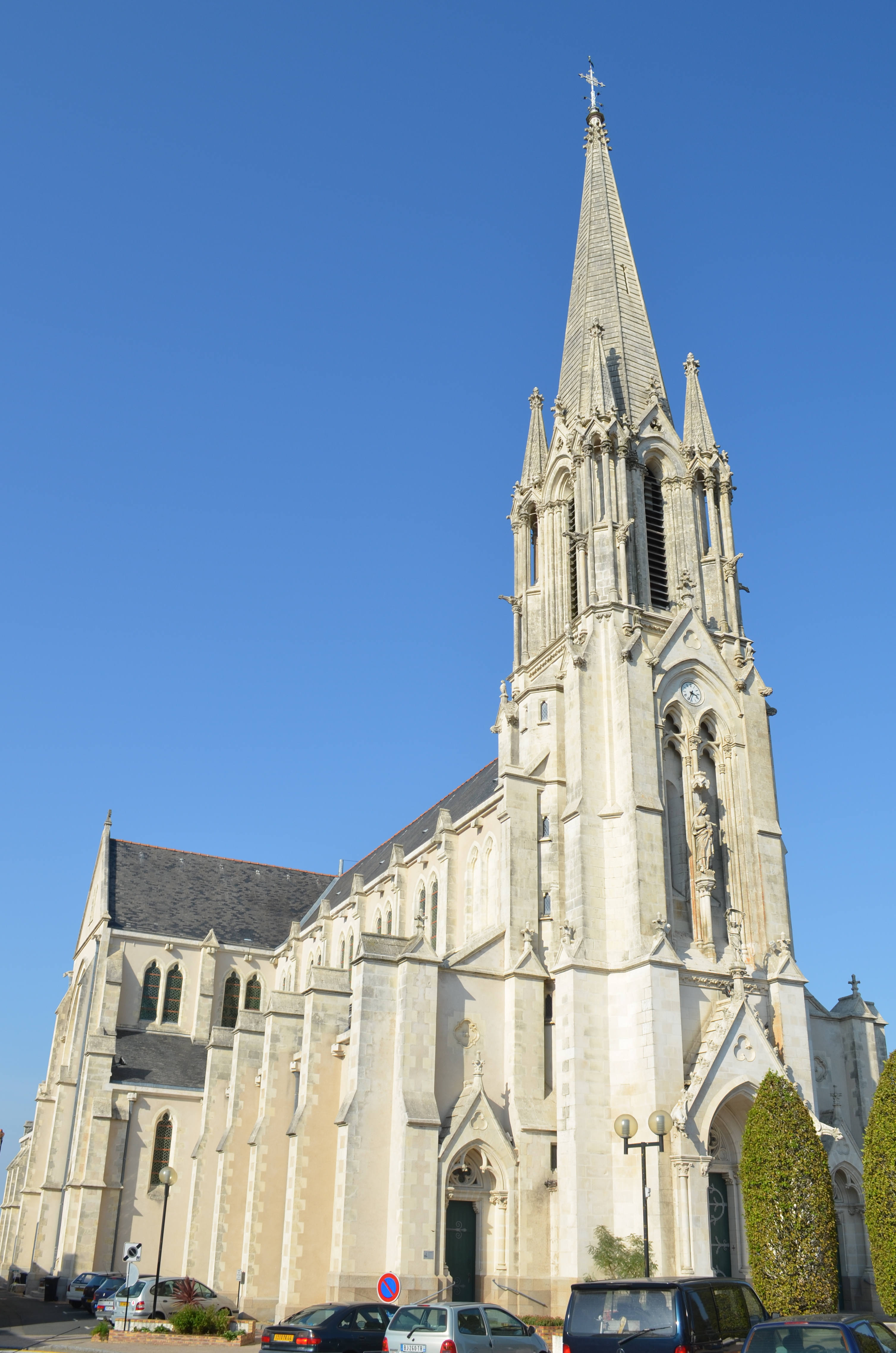
Église Notre-Dame de l'Assomption
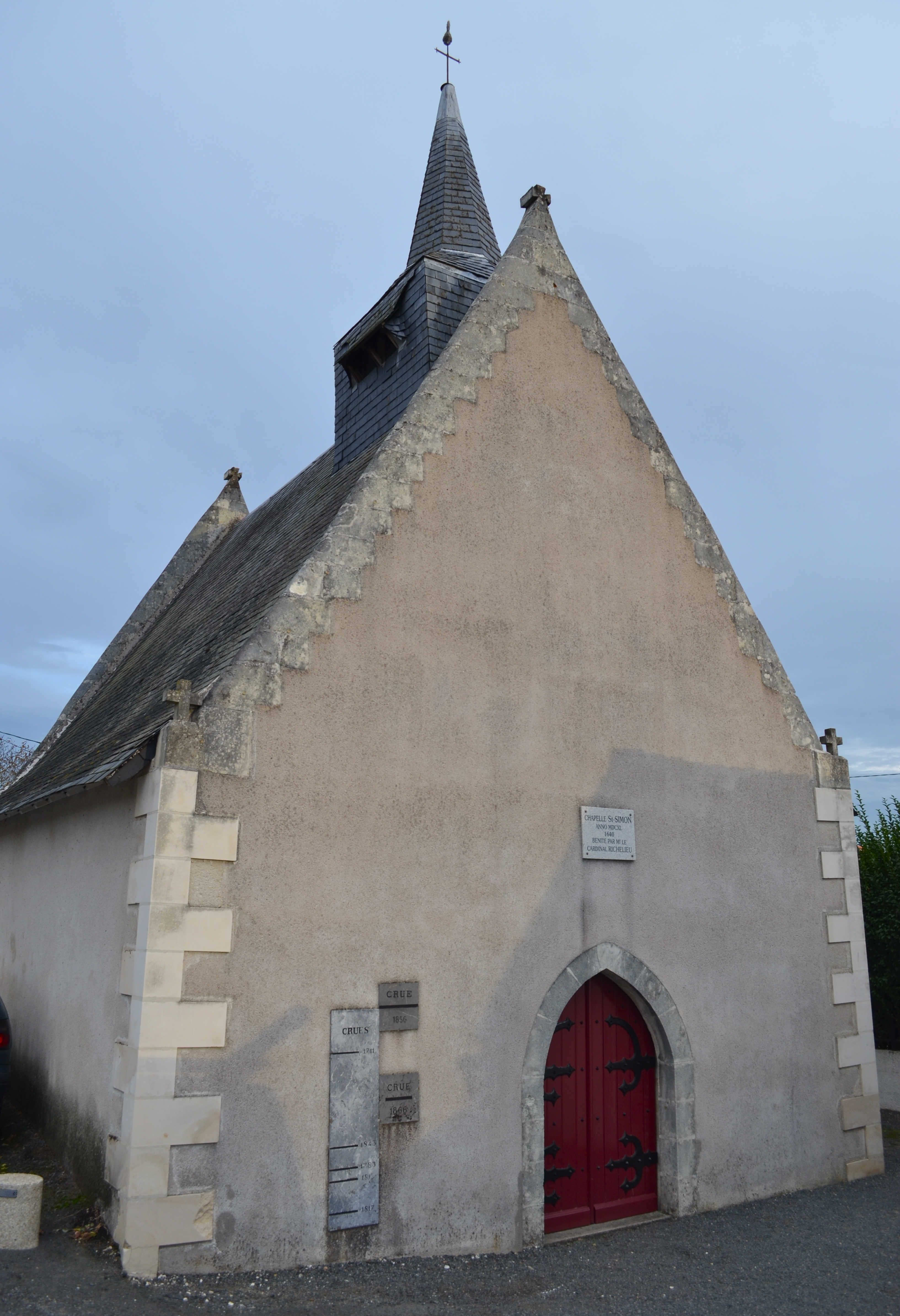
Chapelle Saint-Simon
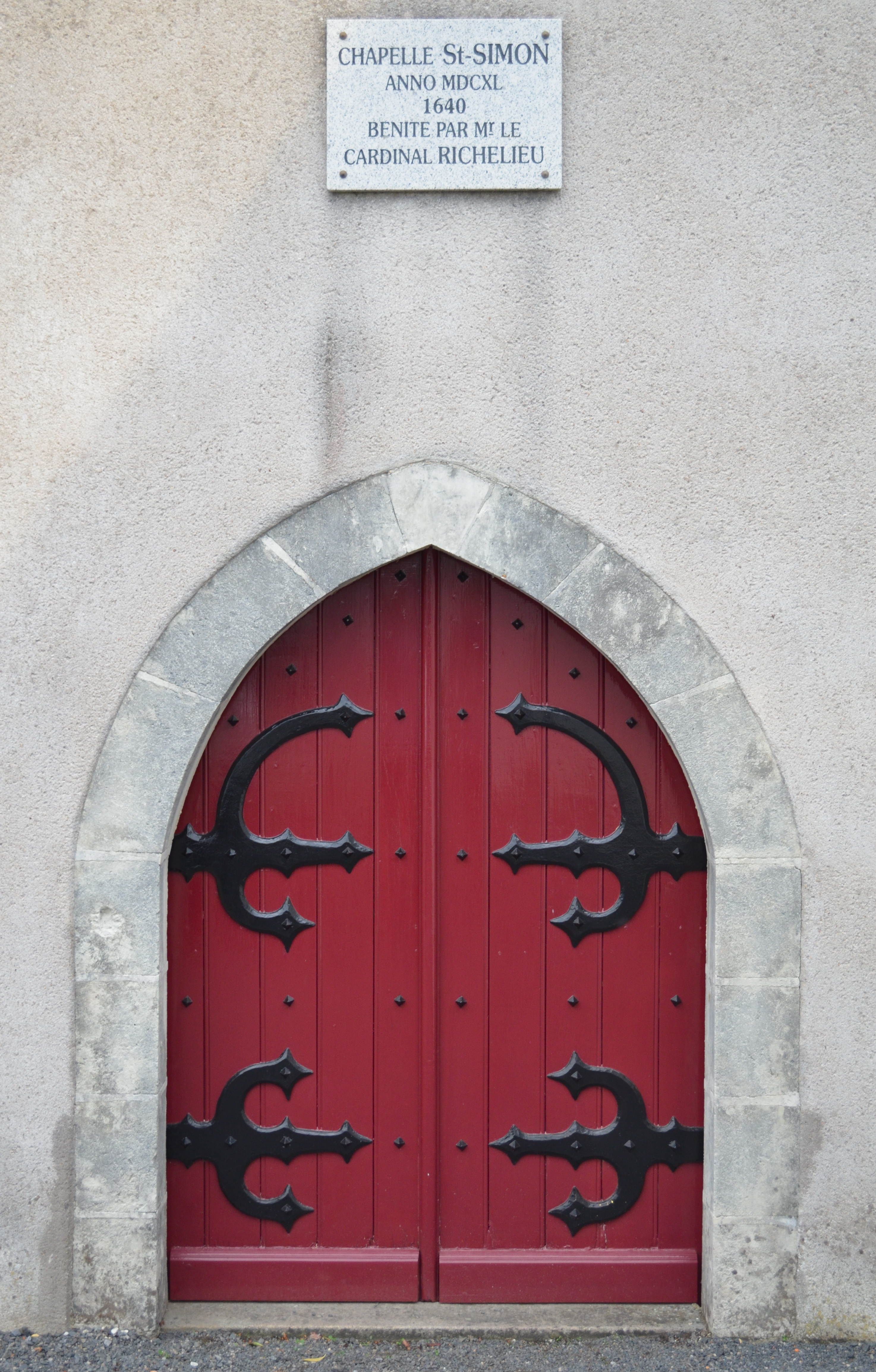
Chapelle Saint-Simon (détail)

### Patrimoine culturel

#### Spécialités gastronomiques
La Chapelle-Basse-Mer partage la gastronomie typique des bords de Loire :
- brochet et sandre au beurre blanc ;
- cuisses de grenouilles ;
- anguille ;
- lamproie ;
- canard au Muscadet, etc.

### Personnalités liées à la commune
- Jean V de Bretagne (1389-1442), duc de Bretagne.
- Marguerite de Clisson (vers 1372 - 1441), comtesse de Penthièvre, fille d'Olivier V de Clisson.
- Jacques Demy (1931-1990), le futur réalisateur est réfugié à La Chapelle-Basse-Mer de septembre 1943 à août 1944 chez un couple dont le mari est sabotier au village de la Pierre-Percée ; durant cette période, il réalise de petits films d'animation (peinture sur pellicule), notamment à propos des attaques aériennes sur le pont de Mauves (cf. le film d'Agnès Varda Jacquot de Nantes) ; en octobre 1955, il tourne ici son premier film, le court-métrage documentaire Le Sabotier du val de Loire.
- Jean Clareboudt (1944-1997), plasticien contemporain, a vécu à la Pierre-Percée.
- Reynald Secher (né en 1955), historien, sa famille est originaire de La Chapelle-Basse-Mer.

### Emblèmes

#### Héraldique
| Blason | Blasonnement : D'hermine à la bordure de gueules et d'un lambel d'azur en chef. Commentaires : Blason conçu par Reynald Sécher dans les années 1990. |

#### Logotype
Les couleurs verte et bleue sont les symboles de l'eau et de la nature. Y sont représentés : la Loire, qui borde la commune, avec son île, le coteau et le clocher. Y figure également un soleil levant de couleur rouge[réf. nécessaire].